# Podium Mozaïek
Podium Mozaïek is een theater in Amsterdam-West in de voormalige Pniëlkerk. Het podium biedt onder andere theater, muziek, storytelling en comedy. Theater RAST, De Gasten, Het Nederlands Blazers Ensemble, Orkaan en reART zijn de vaste gezelschappen van het podium.

## Geschiedenis

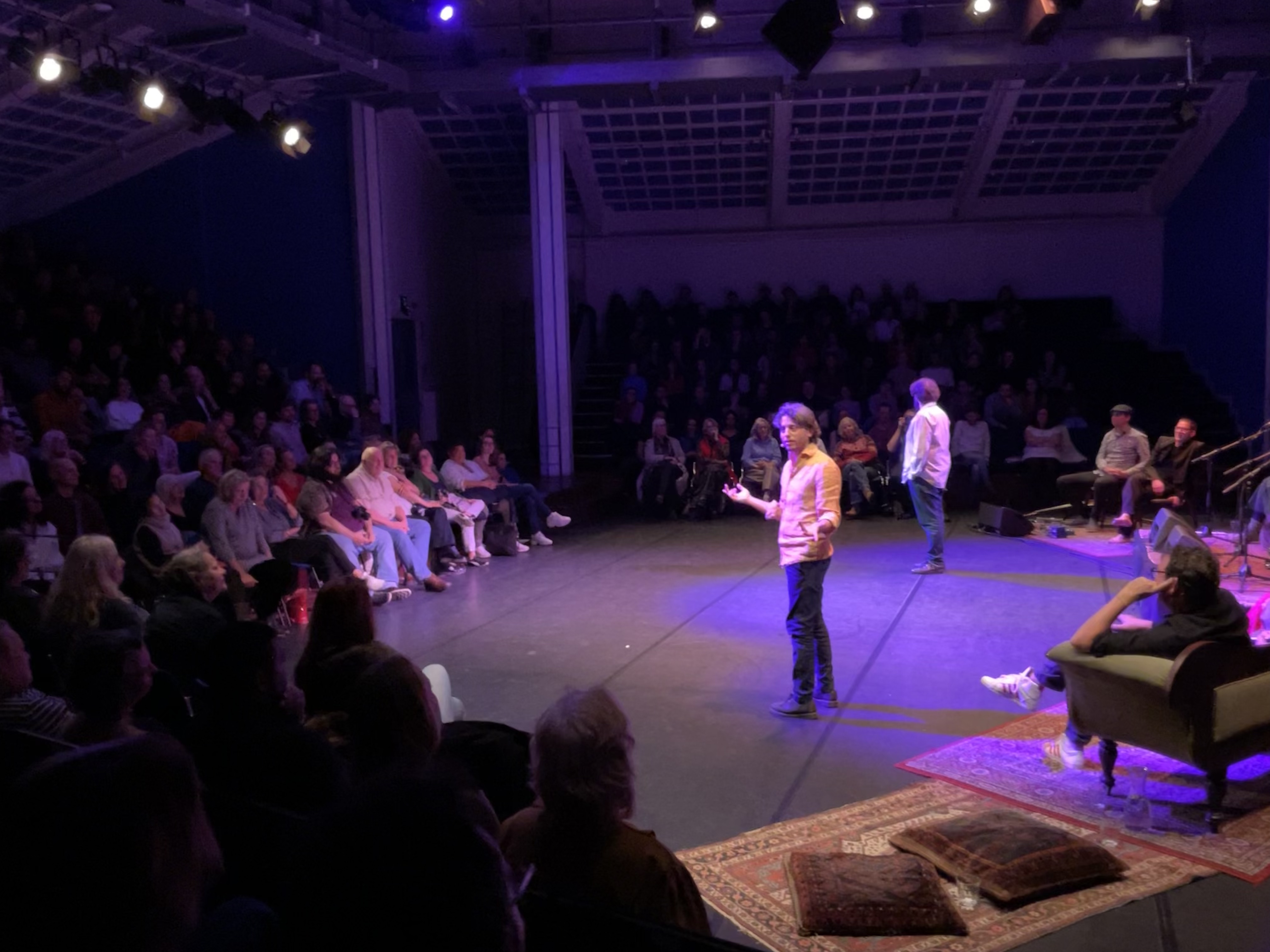
Opening van het Amsterdam Storytelling Festival 2022 in de grote Theaterzaal van Podium Mozaïek

Eind jaren 1990 besloot de kerkgemeenschap van de Pniëlkerk wegens hoge onderhoudskosten en een krimpende gemeenschap de kerk af te stoten. In 2000 werd een non-profit opgericht, Stichting Multicultureel Podium Mozaïek, dat middels kunst en cultuur integratie in de wijk wilde bevorderen. De stichting was op zoek naar een locatie en leerde over de Pniëlkerk die beschikbaar kwam. Samen met Woningcorporatie het Oosten en diverse subsidies werd de kerk verbouwd en herbestemd tot een theater. Een gedeelte van de kerk werd tevens herbestemd als huisartsenpraktijk. In 2005 opende het theater haar deuren.